# Teufelsloch (Naturschutzgebiet)
Das  Teufelsloch  ist ein Naturschutzgebiet im Landkreis Bayreuth in Oberfranken.
Das 7,6 ha große Gebiet mit der Nr. NSG-00035.01, das im Jahr 1941 unter Naturschutz gestellt wurde, erstreckt sich nördlich von Oberwaiz, einem Dorf in der Gemeinde Eckersdorf. Durch das Gebiet führen der tief eingeschnittene Teufelslochgraben, ein rechter Zufluss des Dühlbachs, und der Jean-Paul-Weg.

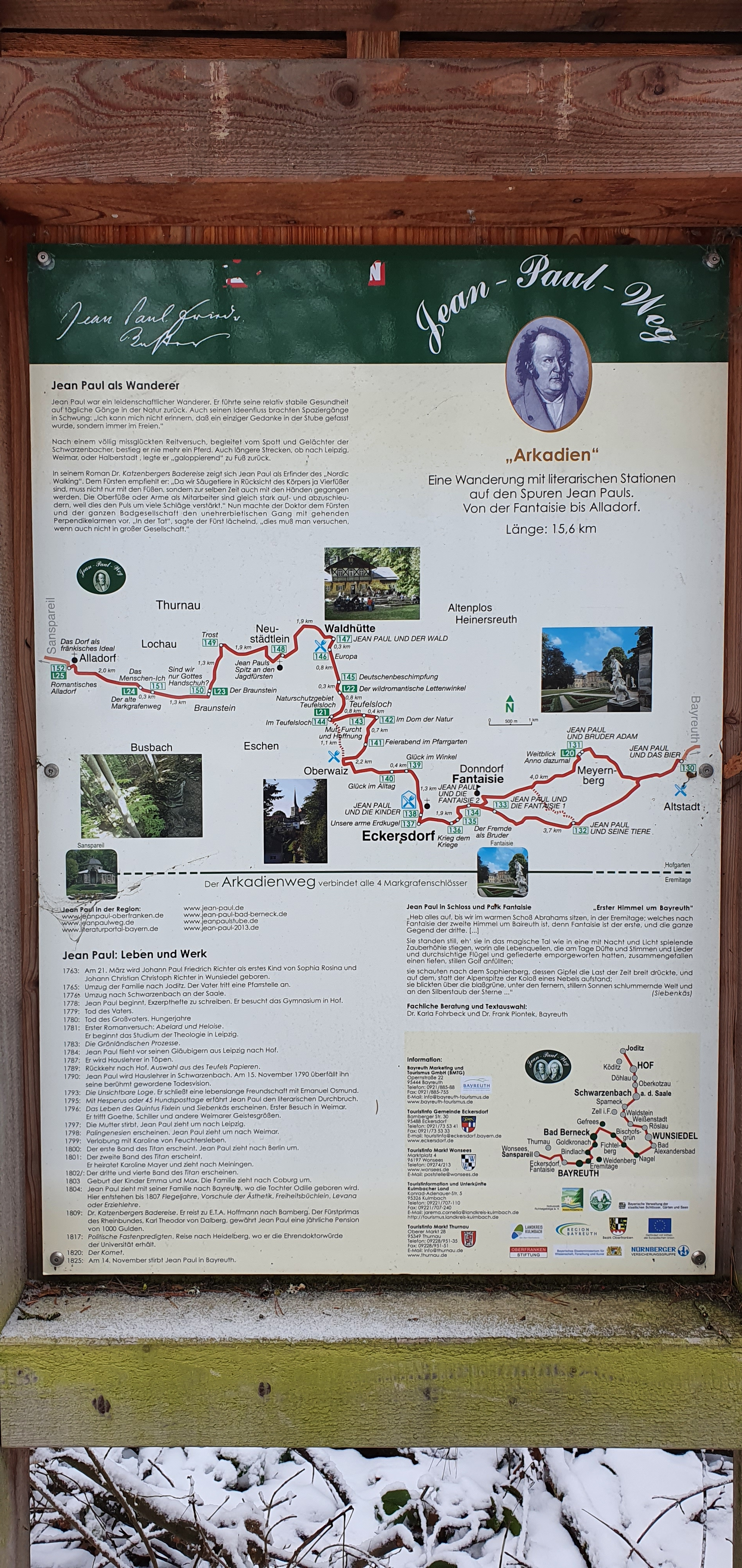
Tafel zum Jean-Paul-Weg am Eingang zum Teufelsloch

Beim Naturschutzgebiet Teufelsloch handelt es sich um ein naturnahes Wiesental mit ökologisch bedeutsamen Randbereichen, Feuchtgebietskomplexen und einem weitgehend natürlichen Gewässerverlauf.

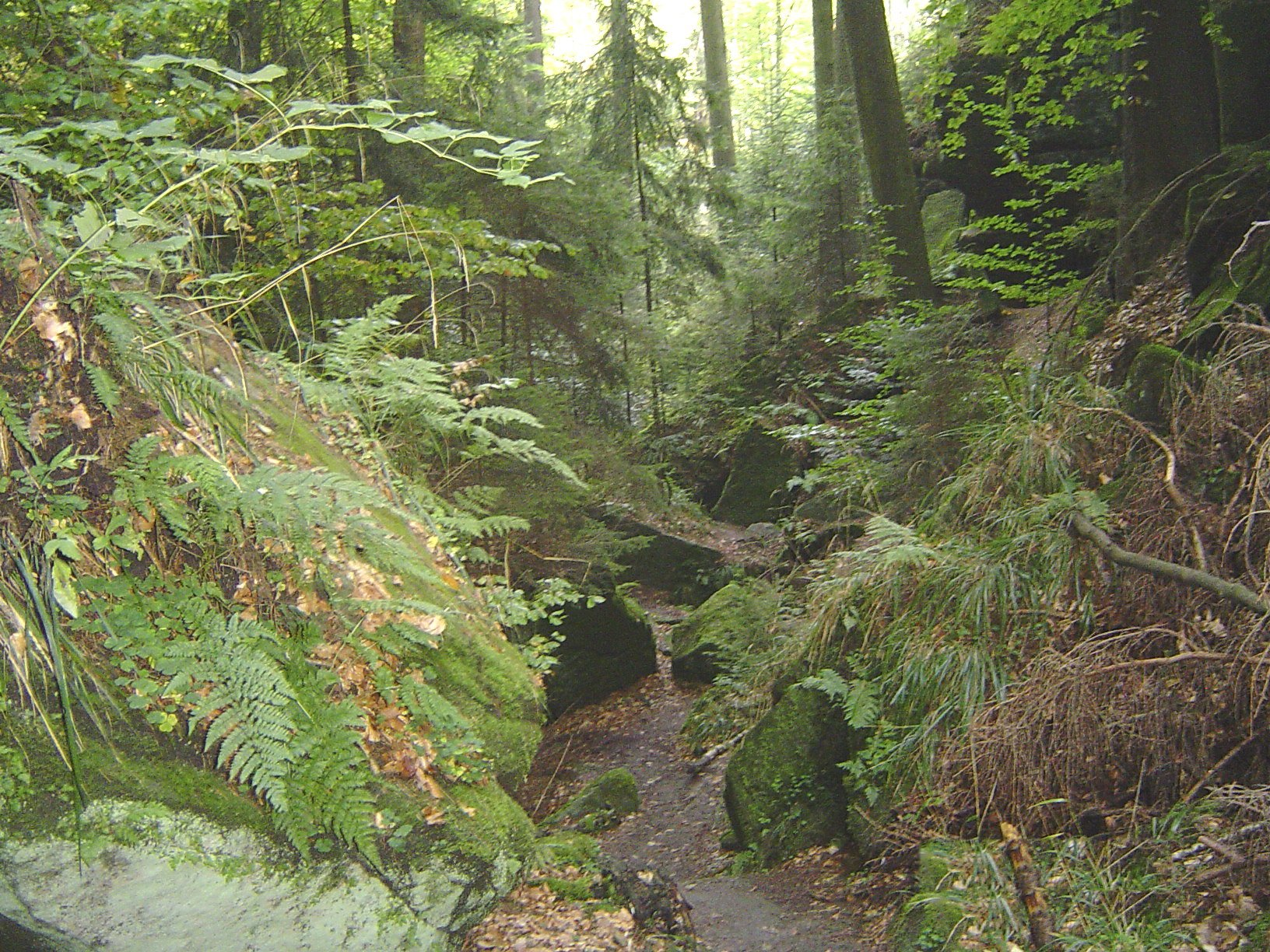
Naturschutzgebiet Teufelsloch, September 2008
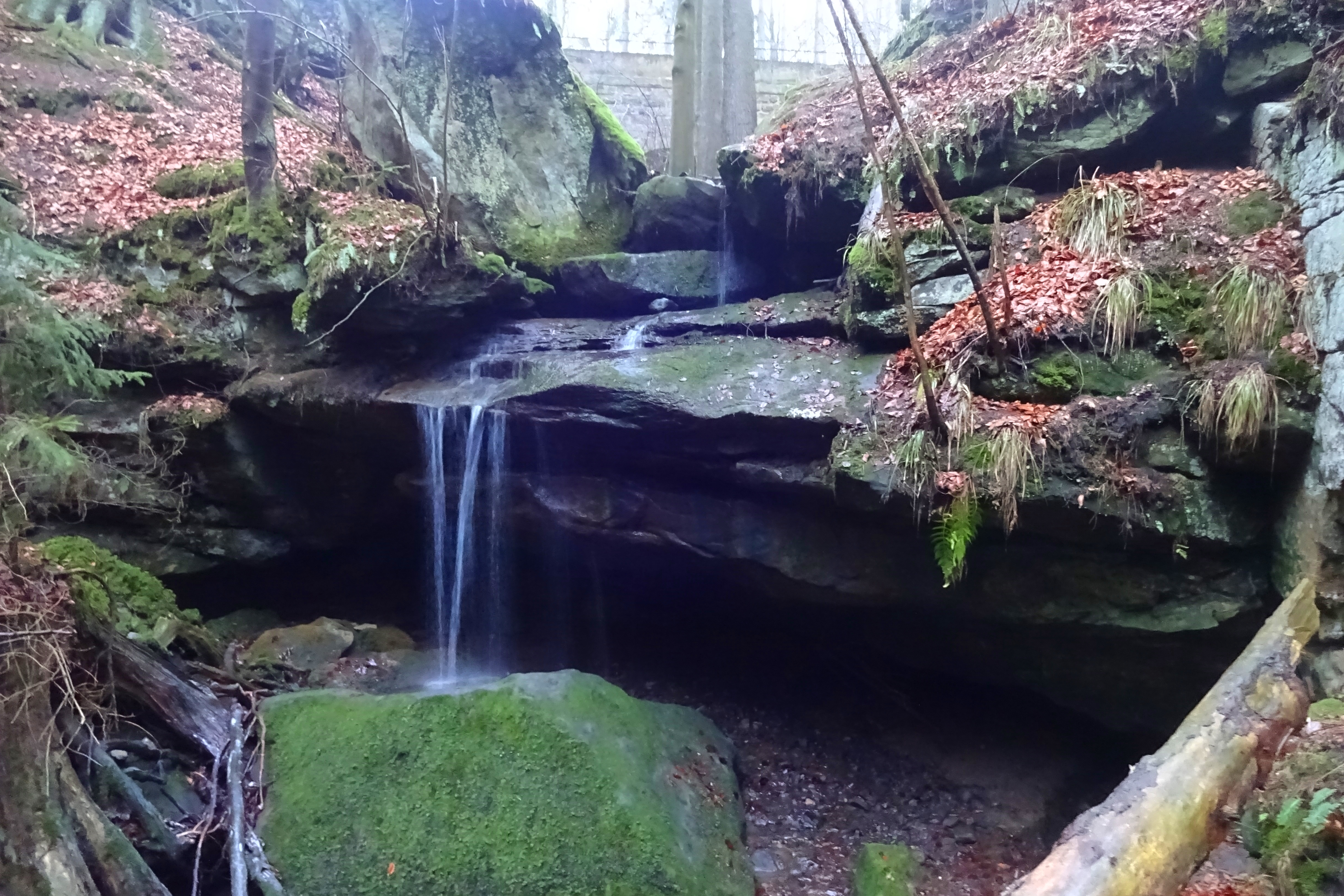
Wasserfall im Teufelsloch, 2016
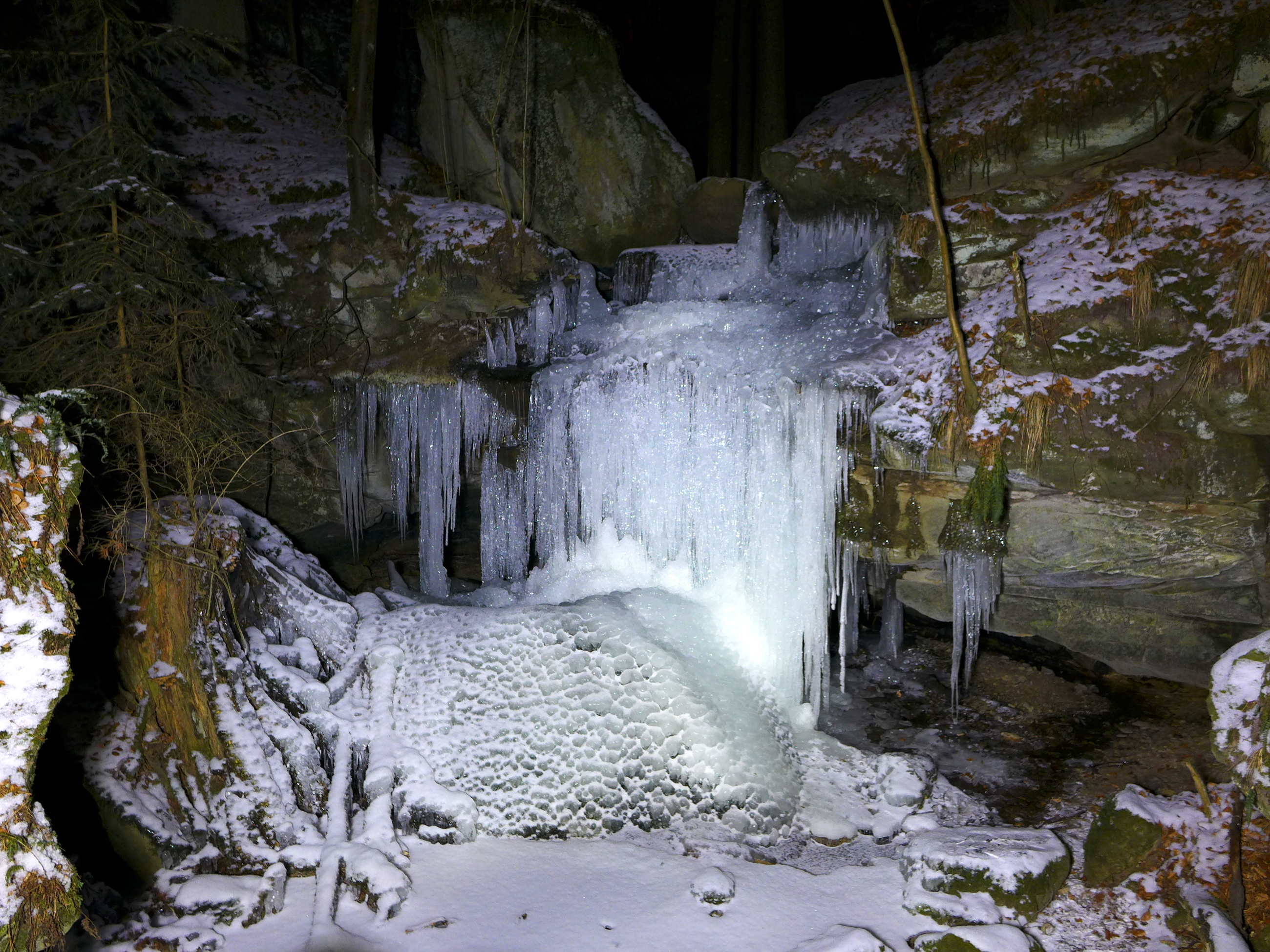
Eisfall 4 bis 5 m hoch, Januar 2019
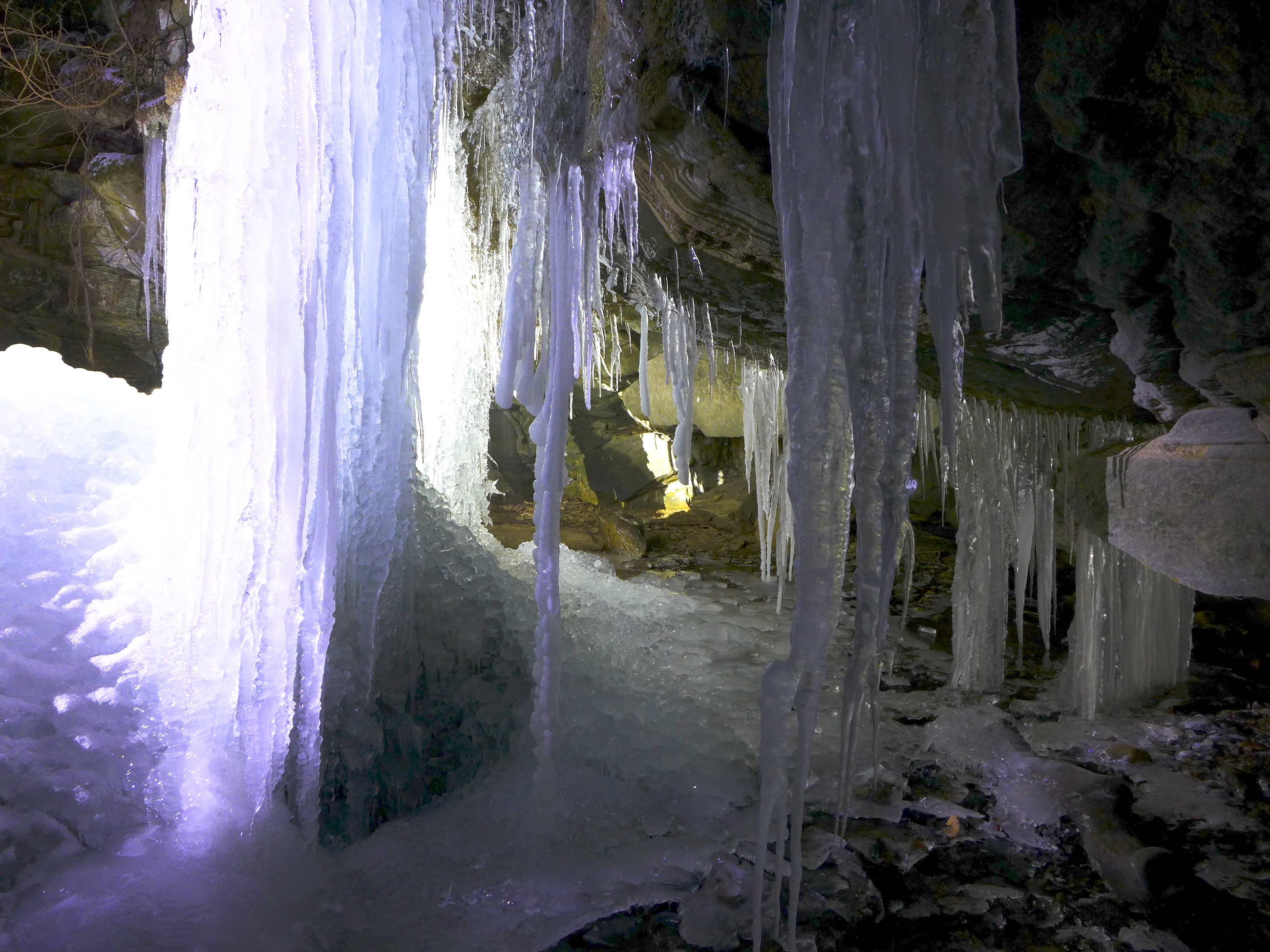
Eisfall von unten/hinten